# I visionari
Pour plus de détails, voir Fiche technique et Distribution.
I visionari est un film italien réalisé par Maurizio Ponzi, sorti en 1968.
Il a remporté le Léopard d'or au Festival international du film de Locarno et s'inspire des écrits de Robert Musil.

## Fiche technique
- Titre : I visionari
- Réalisation : Maurizio Ponzi
- Scénario : Eduardo de Gregorio et Maurizio Ponzi
- Production : Giuseppe Francone
- Photographie : Angelo Barcella
- Pays d'origine :  Italie
- Format : Noir et blanc - Mono
- Date de sortie : 1968

## Distribution
- Pierluigi Aprà
- Adriana Asti
- Lidia Biondi
- Jean-Marc Bory

## Récompenses et distinctions
- Léopard d'or au Festival de Locarno